# Coachella
|  | Per a altres significats, vegeu «Coachella (festival)». |

Coachella és una població dels Estats Units a l'estat de Califòrnia. Segons el cens del 2000 tenia 22.724 habitants.

## Demografia
Segons el cens del 2000, Coachella tenia 22.724 habitants, 4.807 habitatges, i 4.480 famílies. La densitat de població era de 421,4 habitants/km².
Per edats la població es repartia de la següent manera: un 40,8% tenia menys de 18 anys, un 12,7% entre 18 i 24, un 28,8% entre 25 i 44, un 12,8% de 45 a 60 i un 5% 65 anys o més.
L'edat mediana era de 23 anys. Per cada 100 dones de 18 o més anys hi havia 99,4 homes.
La renda mediana per habitatge era de 28.590 $ i la renda mediana per família de 28.320 $. Els homes tenien una renda mediana de 23.044 $ mentre que les dones 15.550 $. La renda per capita de la població era de 7.416 $. Entorn del 29,1% de les famílies i el 28,9% de la població estaven per davall del llindar de pobresa.

## Poblacions més properes
El següent diagrama mostra les poblacions més properes.